# Ignazio Fabra
Ignazio Fabra (né le 25 avril 1930 à Palerme et mort le 13 avril 2008  à Gênes) est un lutteur italien spécialiste de la lutte gréco-romaine.

## Biographie
Ignazio Fabra participe aux Jeux olympiques de 1952 et aux Jeux olympiques de 1956 dans la catégorie des poids mouches -52 kg et remporte la médaille d'argent lors de ces deux compétitions.

## Palmarès

### Jeux olympiques
- Jeux olympiques de 1952 à Helsinki,  Finlande
  -  Médaille d'argent.
- Jeux olympiques de 1956 à Melbourne,  Australie
  -  Médaille d'argent.